# Pseudocyphellaria brattii
Pseudocyphellaria brattii är en lavart som beskrevs av D. J. Galloway & Kantvilas. Pseudocyphellaria brattii ingår i släktet Pseudocyphellaria och familjen Lobariaceae.   Inga underarter finns listade i Catalogue of Life.